# 盧卡納斯區
14°41′38″S 74°07′27″W / 14.69389°S 74.12417°W
盧卡納斯區（西班牙語：Distrito de Lucanas），是秘魯的一個區，位於該國中南部阿亞庫喬大區的盧卡納斯省，面積1,205.8平方公里，海拔高度3,375米，2005年人口3,189，人口密度每平方公里2.6人。